# Tréguier
Tréguier är en stad och kommun i departementet Côtes-d'Armor i regionen Bretagne i nordvästra Frankrike. Kommunen ligger i kantonen Tréguier som tillhör arrondissementet Lannion. Staden härstammar från 500-talet. År 2022 hade Tréguier 2 349 invånare.
Filosofen Ernest Renan kom från Tréguier. I kommunen finns ett museum tillägnat honom.

## Befolkningsutveckling
Antalet invånare i kommunen Tréguier
Referens:INSEE

## Galleri

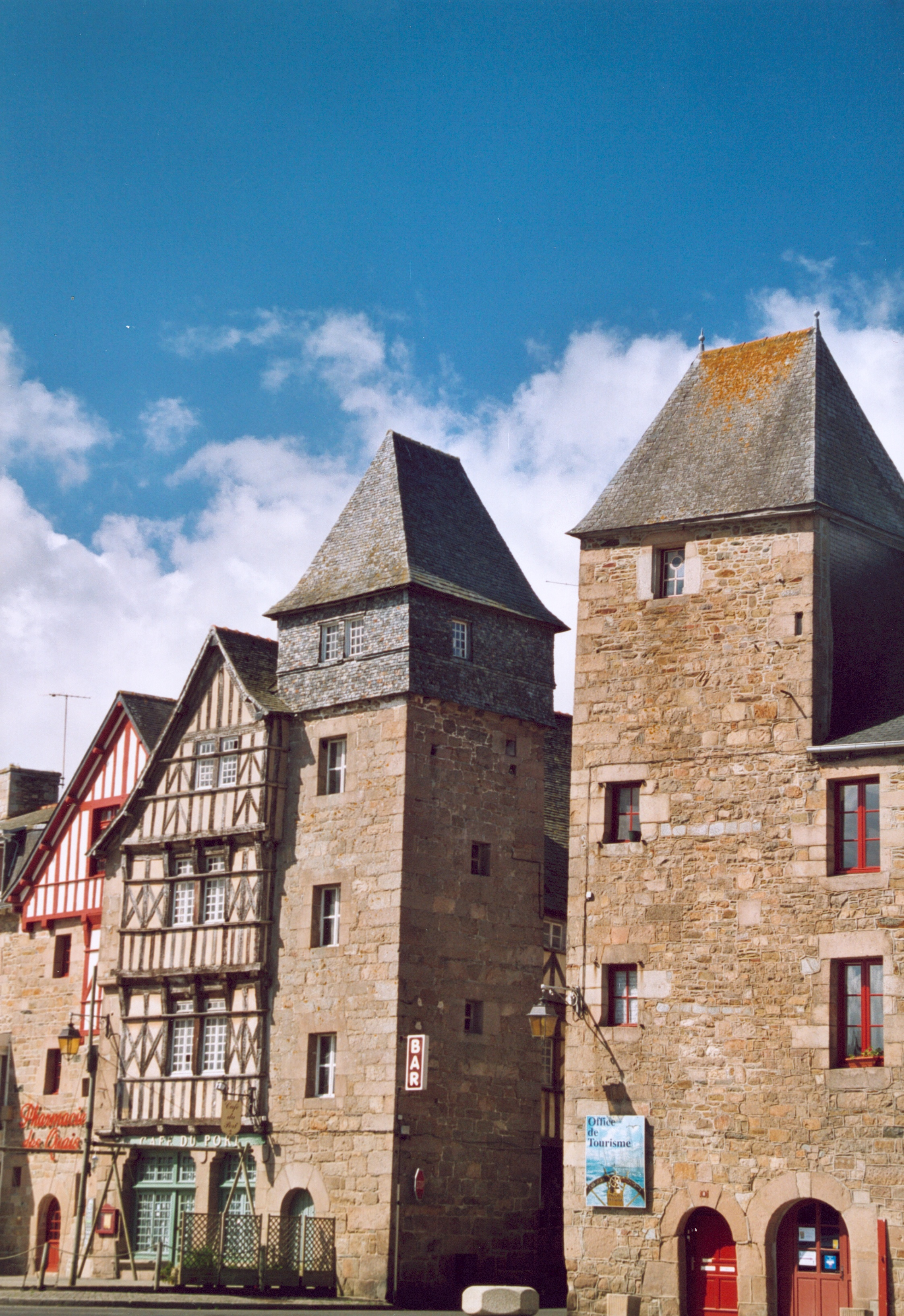
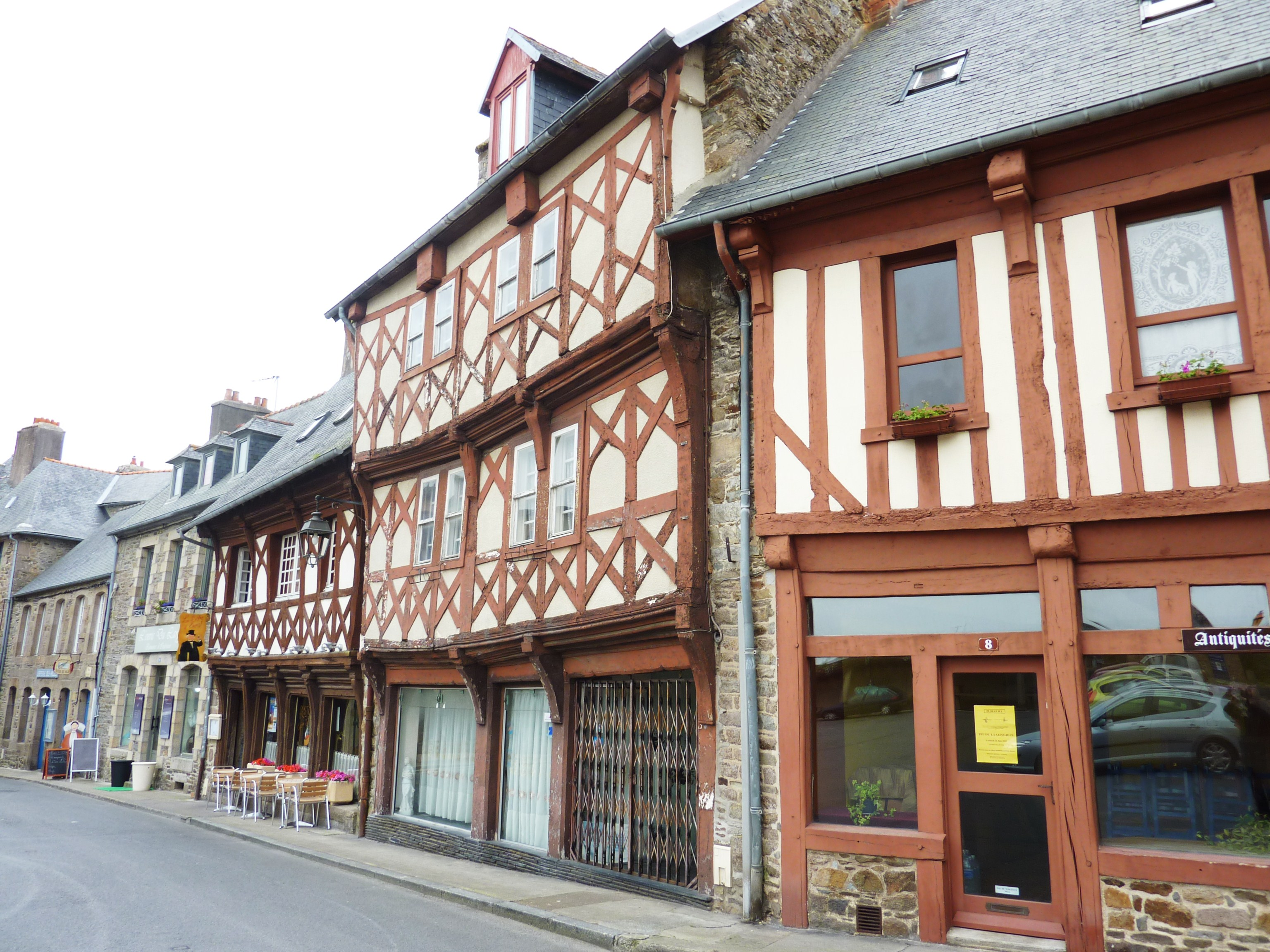
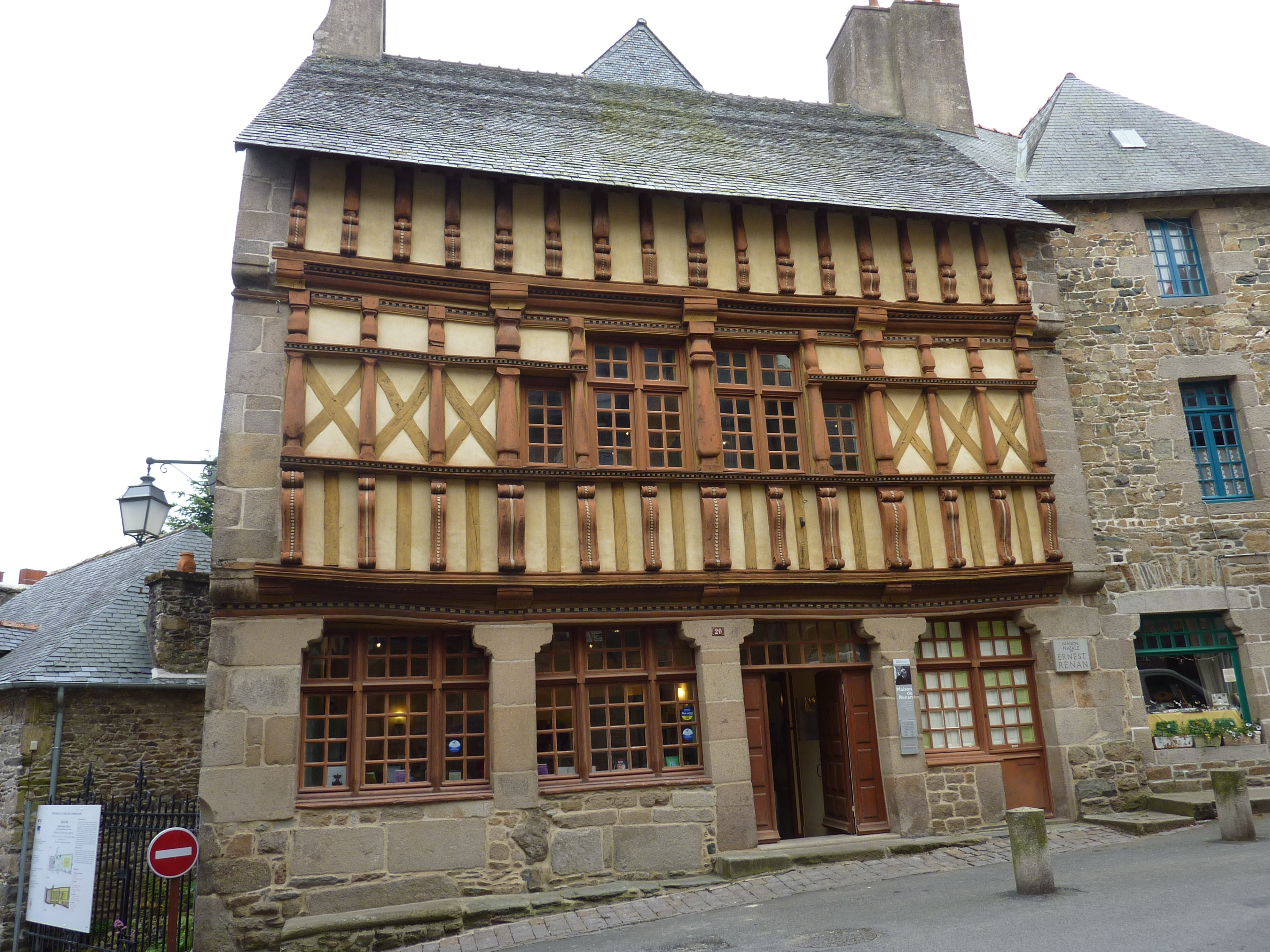
Ernest Renan-museet